# Nguyễn Thanh Hà
Nguyễn Thanh Hà là Trung tướng Công an nhân dân Việt Nam. Ông nguyên là Tư lệnh Bộ Tư lệnh Cảnh vệ, Bộ Công an Việt Nam. Ông từng là Phó Tổng cục trưởng Tổng cục An ninh 2, Bộ Công an (Việt Nam).

## Tiểu sử
Từ tháng 9 năm 2010 đến tháng 10 năm 2012, Nguyễn Thanh Hà là Thiếu tướng Công an nhân dân Việt Nam, Phó Bí thư Đảng ủy, Phó Tổng cục trưởng Tổng cục An ninh 2, Bộ Công an (Việt Nam).
Tháng 1 năm 2013, Nguyễn Thanh Hà là Trung tướng Công an nhân dân Việt Nam, Phó Tổng cục trưởng Tổng cục An ninh 2, Bộ Công an (Việt Nam).
Tháng 11 năm 2013, Nguyễn Thanh Hà là Phó Bí thư Đảng ủy, Phó Tổng cục trưởng Tổng cục An ninh 2, Bộ Công an (Việt Nam).
Tháng 11 năm 2014, Nguyễn Thanh Hà là Phó Tổng trưởng Tổng cục II, Bộ Công an.
Từ tháng 5 năm 2015 đến tháng 3 năm 2018, Nguyễn Thanh Hà là Bí thư Đảng ủy, Ủy viên Đảng ủy Công an Trung ương, Tư lệnh Bộ Tư lệnh Cảnh vệ.

## Phong tặng

### Lịch sử thụ phong quân hàm
- Thiếu tướng Công an nhân dân Việt Nam
- Trung tướng Công an nhân dân Việt Nam (thụ phong năm 2013)